# 名古屋市市政資料館
名古屋市市政資料館（なごやししせいしりょうかん）は、愛知県名古屋市東区白壁一丁目にある名古屋市の公文書館。

## 概要
名古屋城からは少し離れているが、名城公園の一部として扱われている。建物（旧名古屋控訴院地方裁判所区裁判所庁舎）は重要文化財に指定されており、名古屋市が設定する「文化のみち」の起点に位置付けられる。

## 沿革
1922年（大正11年）に建設された旧名古屋控訴院地方裁判所区裁判所庁舎を利用して、1989年（平成元年）10月、同年4月に制定された名古屋市市政資料館設置条例の施行により同条例1条によって設置された。

## 事業
本資料館の設置の目的は、「歴史資料として重要な公文書等を保存し、利用に供する等のため」とされている（名古屋市市政資料館設置条例1条）。
同条例2条1項により、本資料館は以下の事業を行うものとされている。
1. 公文書等を収集し、整理し、および保存すること。
2. 公文書等を閲覧その他の利用に供すること。
3. 公文書等に関する調査研究を行うこと。
4. 市政に関する資料の展示を行うこと。

なお、ここでいう「公文書等」は公文書館法2条の定義に拠っており、非現用の公文書が主たるものである。
また、同条例2条2項により、本資料館は、さらに次の事業を併せ行うものとされている。
1. 重要文化財旧名古屋控訴院地方裁判所区裁判所庁舎を保存し、公開すること。
2. 集会室および展示室の供用をすること。
3. その他名古屋市長が必要と認める事業。

### 公文書館
閲覧室（2階南西）は、名古屋市市政資料館の中心的な機能である公文書館としての役割を果たしている。名古屋市の行政を中心とした資料を保存している。公文書等を後世に残していくための施設であり、その役割は行政が直接運営すべき重要なものである。公文書館という役割から、他にはない一次資料が多く、一般の方、学生から研究者まで利用者は幅広く学術論文、卒業論文、郷土史などの作成に利用されている。市政資料館は、名古屋市の市制施行（1889年（明治22年））以降の資料を中心としている。近世文書に関しては、新修名古屋市史の編纂過程でマイクロフィルム撮影されたものの紙焼本が4千冊ほど公開されている（古文書が多数を占めており、これらの閲覧には“崩し文字”の解読能力が必要である。）。
閲覧は無料。大部分の資料は閉架で、資料保存のため、館外貸出は行っていない。一部に個人情報保護などの保護のため利用できない資料がある。資料の複写は有料で可能だが、一部に複写不可の資料もある。複写の代わりに撮影機器持参で資料を撮影することも認められている。図面などの傷みやすい資料については、資料保護のためカメラでの撮影が推奨されている。資料接写用の三脚は閲覧室に用意されている。
名古屋市内の公共・専門・大学図書館の蔵書を検索することができる「まるはち横断検索」に加わっている。

#### 公文書
1889年（明治22年）の市制施行後の公文書（完結後一定年数が過ぎ、廃棄された行政文書のうち歴史資料として重要なもの）を中心にして、市政資料を保存・公開している（公式サイトから公文書目録のダウンロードができる）。2019年（平成31年）2月末時点で1万2千以上の簿冊を公開している。鶴舞公園の名称決定や名古屋城の国宝指定などの公文書などがある。近年は、保存期間が30年の公文書が廃棄された翌年度には公開されている。

#### 行政資料
名古屋市が発行した刊行物は市政資料館で保存されることとなっている。明治時代からの古い新聞のマイクロフィルムも収蔵している。2019年（平成31年）2月末時点で10万冊以上が閲覧可能である（公式サイトから行政資料目録のダウンロードができる）。名古屋の歴史に関する図書などは閲覧室に配置してある（開架図書の閲覧は、申し込み不要）。最も古い資料としては1871年（明治4年）発行の「名越各業獨案内」があり、現在まで存続している老舗を確認することができる。

### 市政展示
名古屋市の誕生から現代までの政治・経済・産業・文化などの出来事について、所蔵資料（写真パネルや複製資料など）で市政に関する展示を行っている。名古屋市自体の歴史の系統的な展示はここだけである。名古屋市の区域がどのように拡がってきたか、どのように産業が発展してきたかなどを知ることもできる。名古屋市の歴史を知ることができるため、小中学校の総合学習での利用も多い。

### 建物展示
建物（旧名古屋控訴院地方裁判所区裁判所庁舎）は重要文化財に指定されており、外観や内部を創建当時の姿に復原し、建物の保存展示、および資料展示を行なっている。なお、外観、中央階段室および復元会議室以外の内装は重要文化財の指定対象外である。
木製の窓枠は創建当時と同様の原料のペンキで塗装されており、補修のため数年ごとに塗り替えられている。
煉瓦造及び鉄筋コンクリート3階建の洋風建築で、煉瓦積みの壁に白い花崗岩の外壁を持つ。屋根小屋組は木造。内部の中央階段室はステンドグラスの窓や漆喰塗り・マーブル塗りによる仕上げが施された「ネオ・バロック様式」を基調とする。設計は司法省営繕課（工事監督）で、金刺森太郎（1863～1929）（設計監督工事主任：司法技師）が担当した。山下啓次郎（工事計画総推主任：司法技師）も関与したともいわれるが詳細は不明である。
1984年（昭和59年）5月21日、市政資料館の外観部分、中央階段室、復原会議室が重要文化財の指定を受けた。煉瓦造としては最末期の大規模近代建築であり、現存する控訴院庁舎としては最古のものあることが指定の理由とされた。日本全国に8つ建設された控訴院の建物のうち、現存するのは名古屋と札幌のみである。
ステンドグラスのある中央階段室、玄関や外観は全国ネットのドラマ、地元放送局の番組などの撮影で度々使用されている。NHKスペシャルドラマ『坂の上の雲』では2回ロケが行われた。2024年にはNHKの連続テレビ小説『虎に翼』のロケ地として使用されたほか、同年末には同ドラマの主題歌が歌われた『第75回NHK紅白歌合戦』にも登場した。
- 復原会議室（3階） - この建物の中で最も格調高い部屋で、内装を含め国の重要文化財に指定されている。約40畳の部屋に一枚織りの絨毯が敷かれている。シャンデリア、机、椅子などの調度品は、当時のものを残された資料や聞き取り調査により忠実に再現している。
- 中央階段室 - ステンドグラスは、建築時のもので復元整備されており、日本有数のもので一見の価値がある。入館料無料で荘厳なステンドグラスを見ることのできる数少ない施設である。
- ガラス - 大正時代からの窓ガラスが（ステンドグラスだけでなく閲覧室の南西角の窓や喫茶室の窓などにも）残っている。創建当時からのガラスには現在市販されていないものが様々残っており（歪んだガラス、模様ガラスなど）、ガラスの博物館とも言われている。
- レンガ - 中庭の1・2階部分のレンガには、大正当時の名古屋監獄の囚人が焼いたものが残っており、ベンガラの深い色を見ることができる。
- 留置場（1階） - 見学可能で、内部に入ることもできる。雑居房では映画のシーンに出てきそうな雰囲気を感じられる。

### 司法展示
司法制度の資料や明治憲法下や現代の法廷・陪審法廷を再現展示しているほか、司法制度に関する資料展示を行っている。2006年（平成18年）3月から名古屋高等裁判所の協力を得て裁判員制度に関する常設展示も開始した。明治憲法下から陪審制度時代、現代、裁判員制度までを展示しており、全国的にも珍しいものである。展示資料の中には名古屋城の金鯱の鱗の盗難事件の証拠物件もある。

### 「大地の塔」資料展示
2006年（平成18年）3月から愛・地球博の名古屋市パビリオン「大地の塔」に関する常設展示を開始した。万華鏡鏡像の動画を見ることもできる。

### 集会室・展示室の貸出
会議・集会・研究会・講習会および作品展示などに利用される。ただし、利用にあたっての制約事項が厳しく、申し込む際に十分な確認が必要である。特に営利目的の利用は、一切認められないとのことである。
- 展示室 - 写真や絵画などの個展にも使用可能である。展示室の使用は、午前9時から午後5時まで。料金は部屋の大きさに応じて異なる。第1一般展示室には、大正時代のデザインのシャンデリアが2つあり、レトロな雰囲気を活かした展示が可能である。

### 新修名古屋市史の編纂
『市史』本文編10巻、資料編11巻が刊行済みである。資料編近代1、近世1、考古1、自然、民俗、近代2、近世2、現代、近世3、考古2、近代3が刊行されており、市政資料館の事務室で購入できる。

## ギャラリー

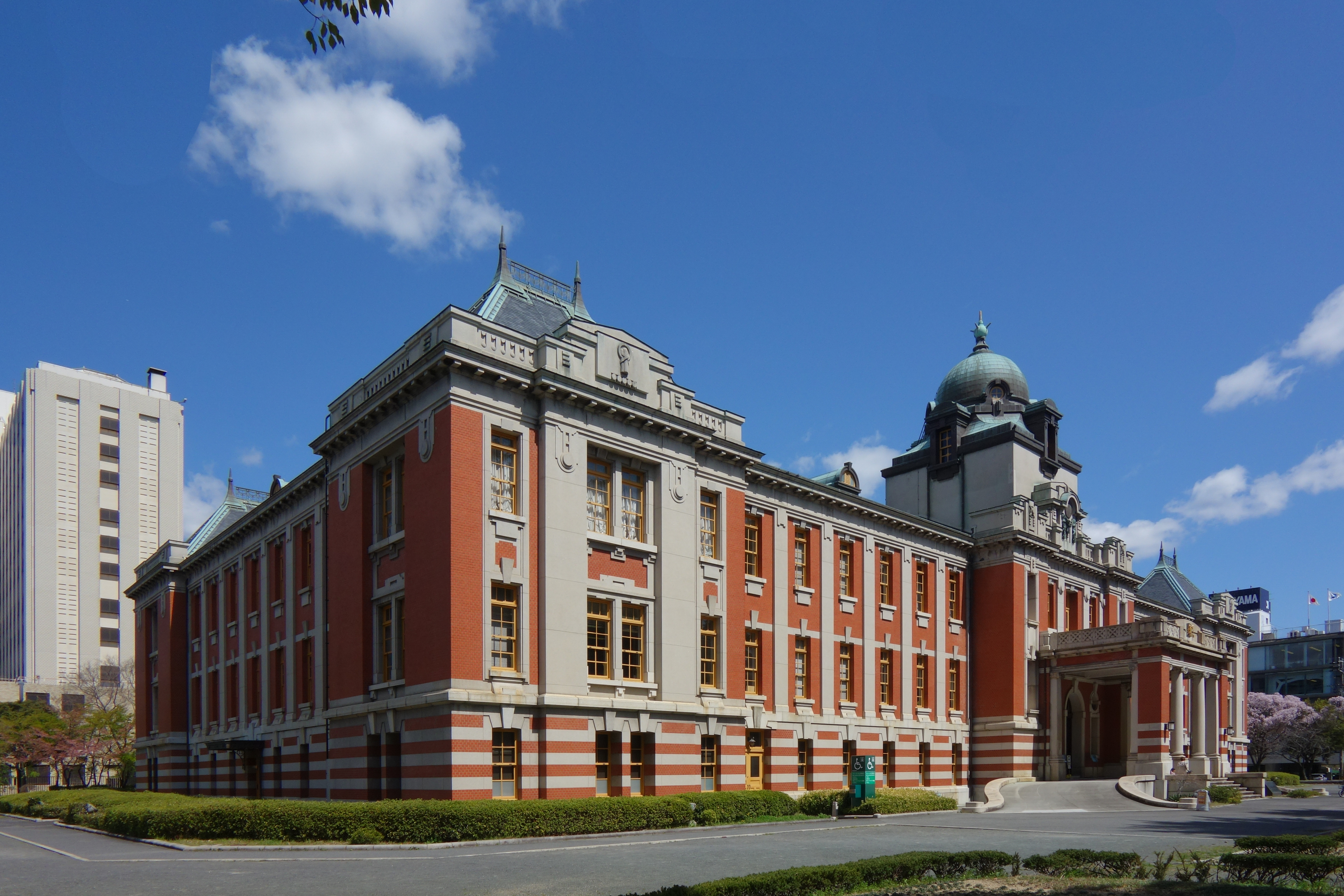
全景
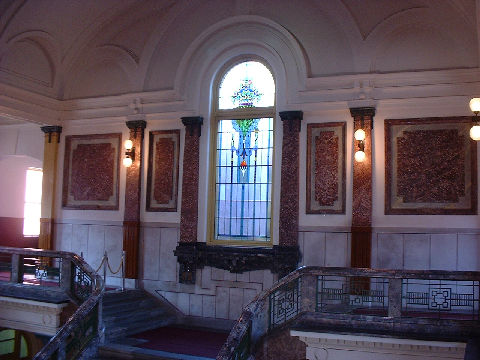
中央階段室（重要文化財）。手すりは天然大理石
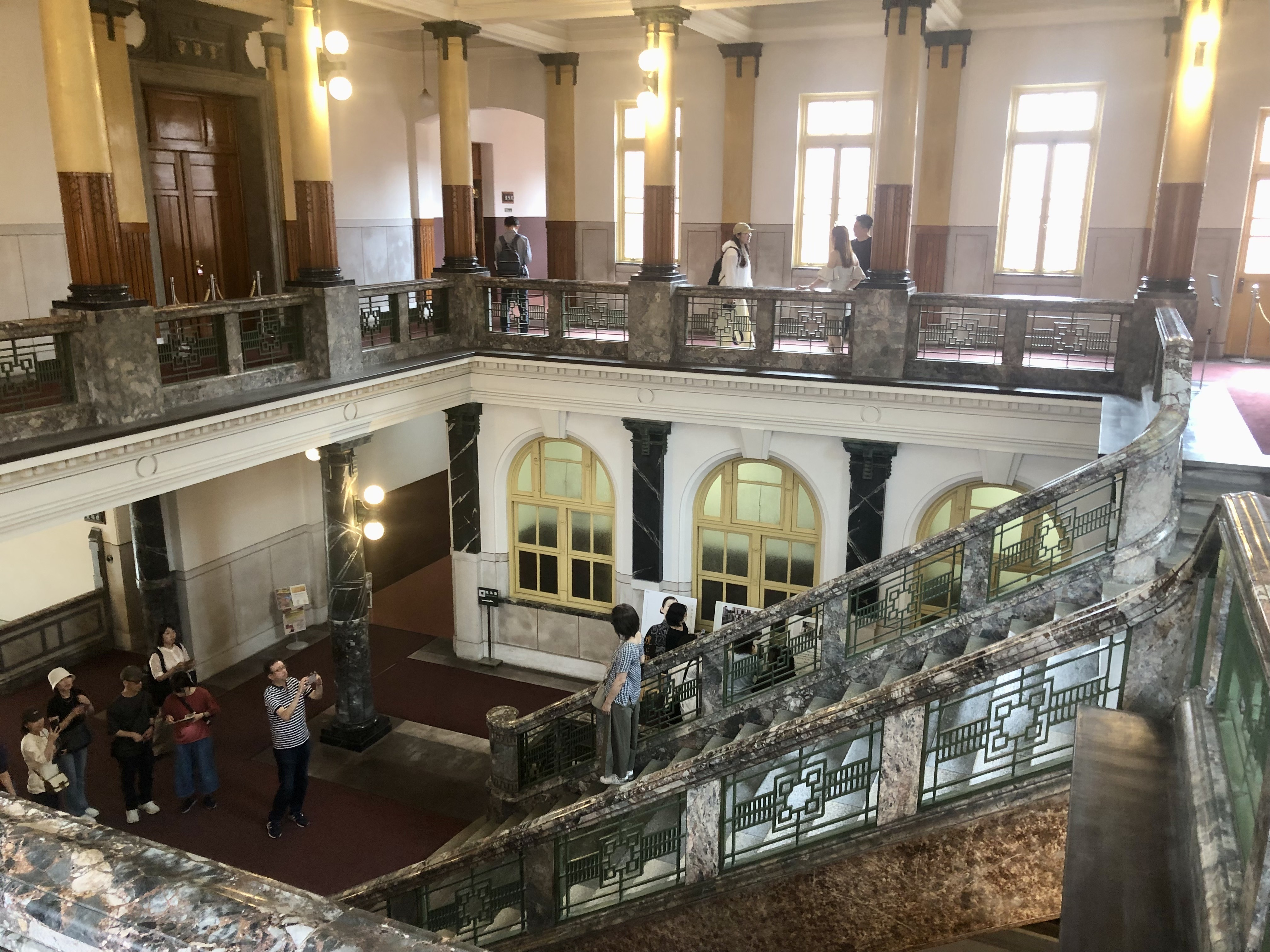
中央階段室
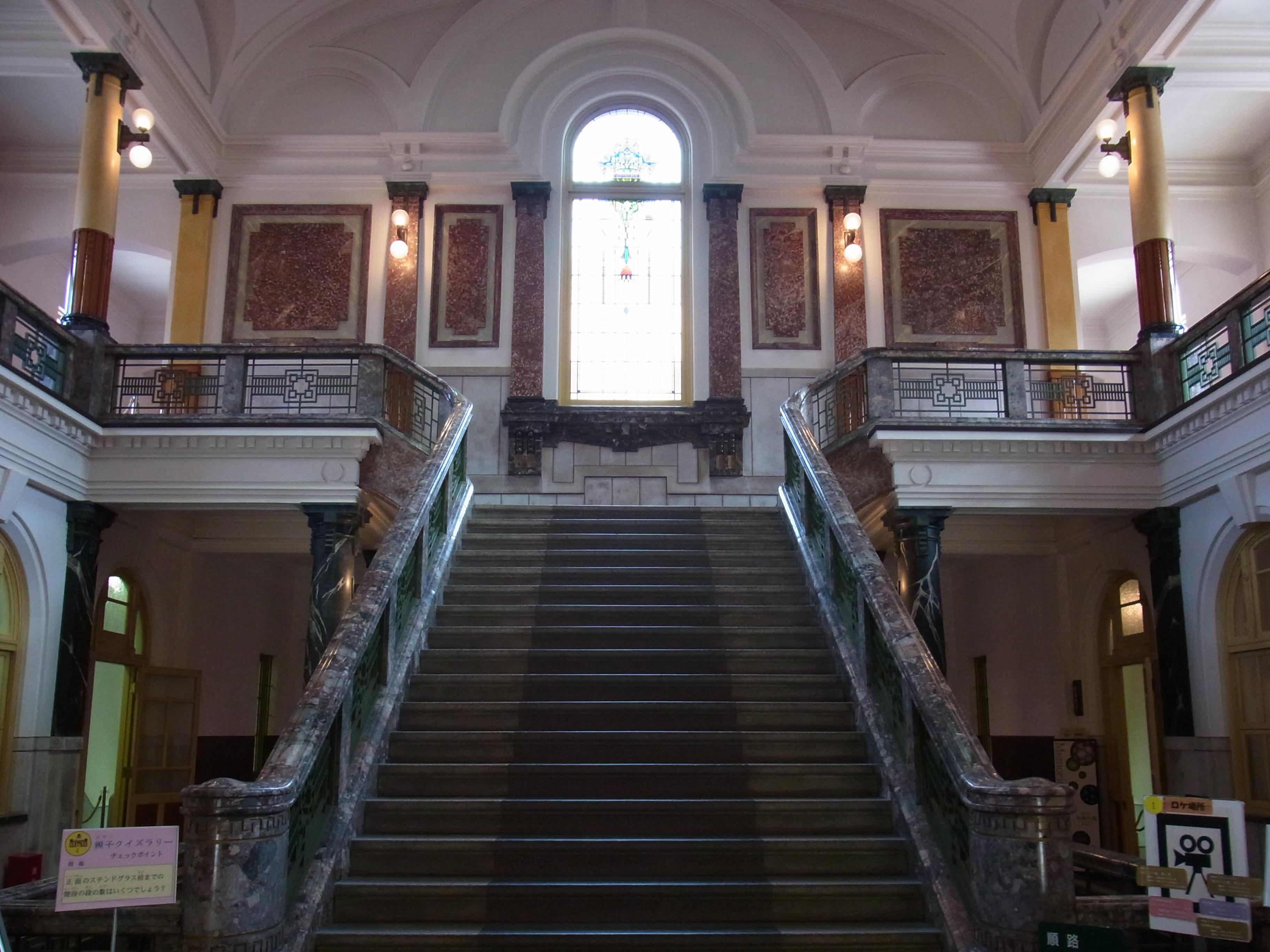
玄関
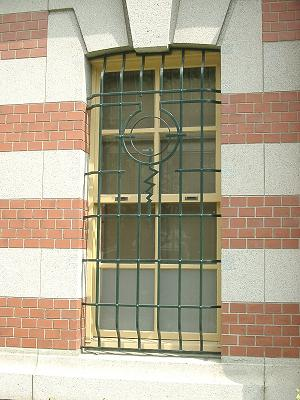
窓
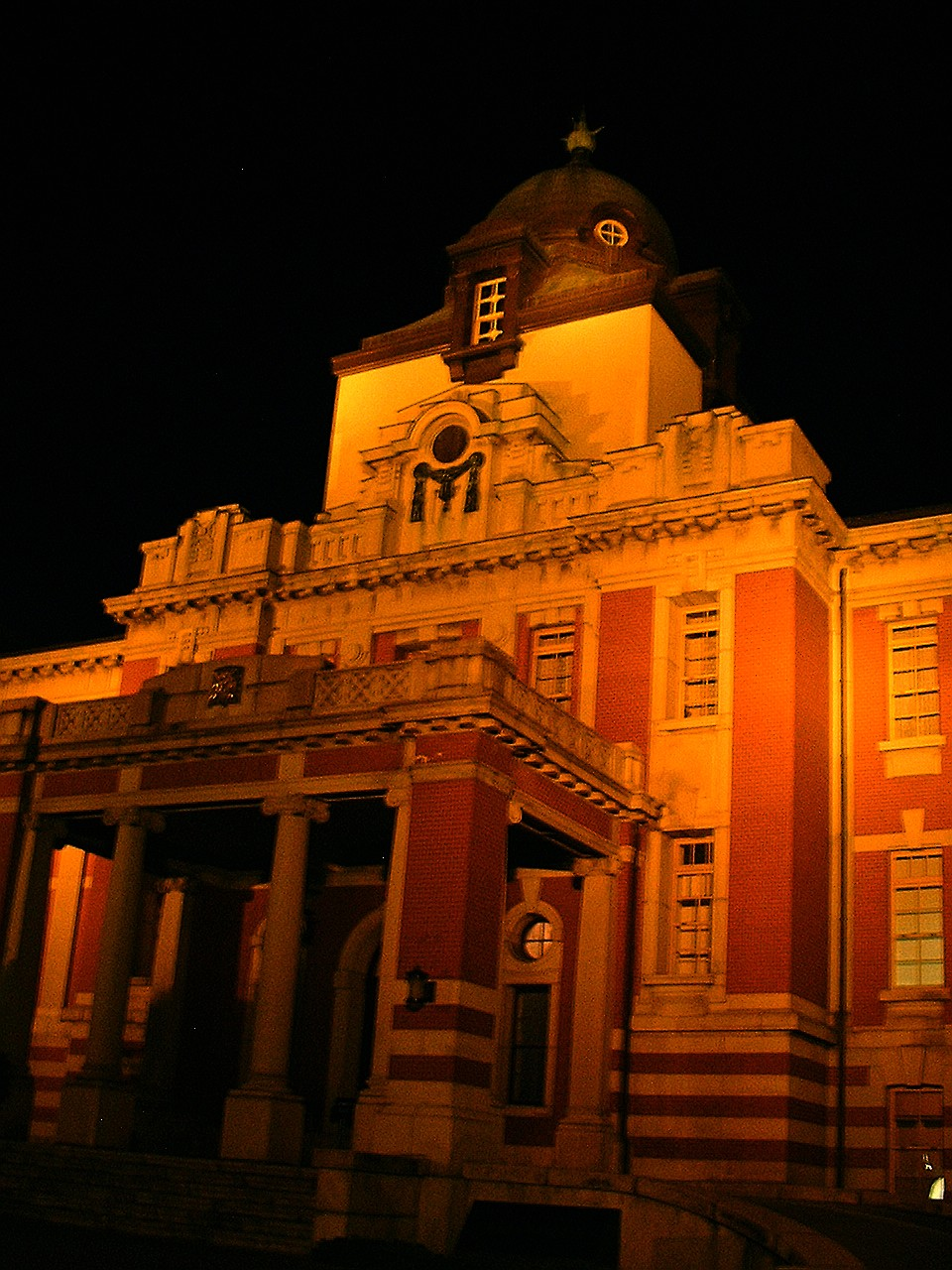
ライトアップされた市政資料館
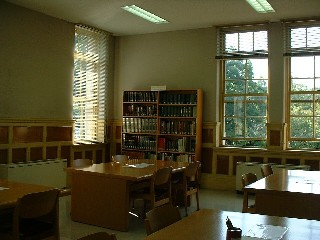
閲覧室
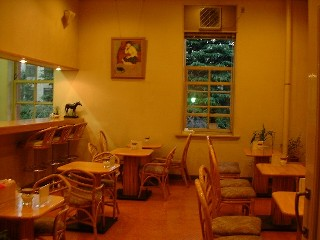
喫茶室
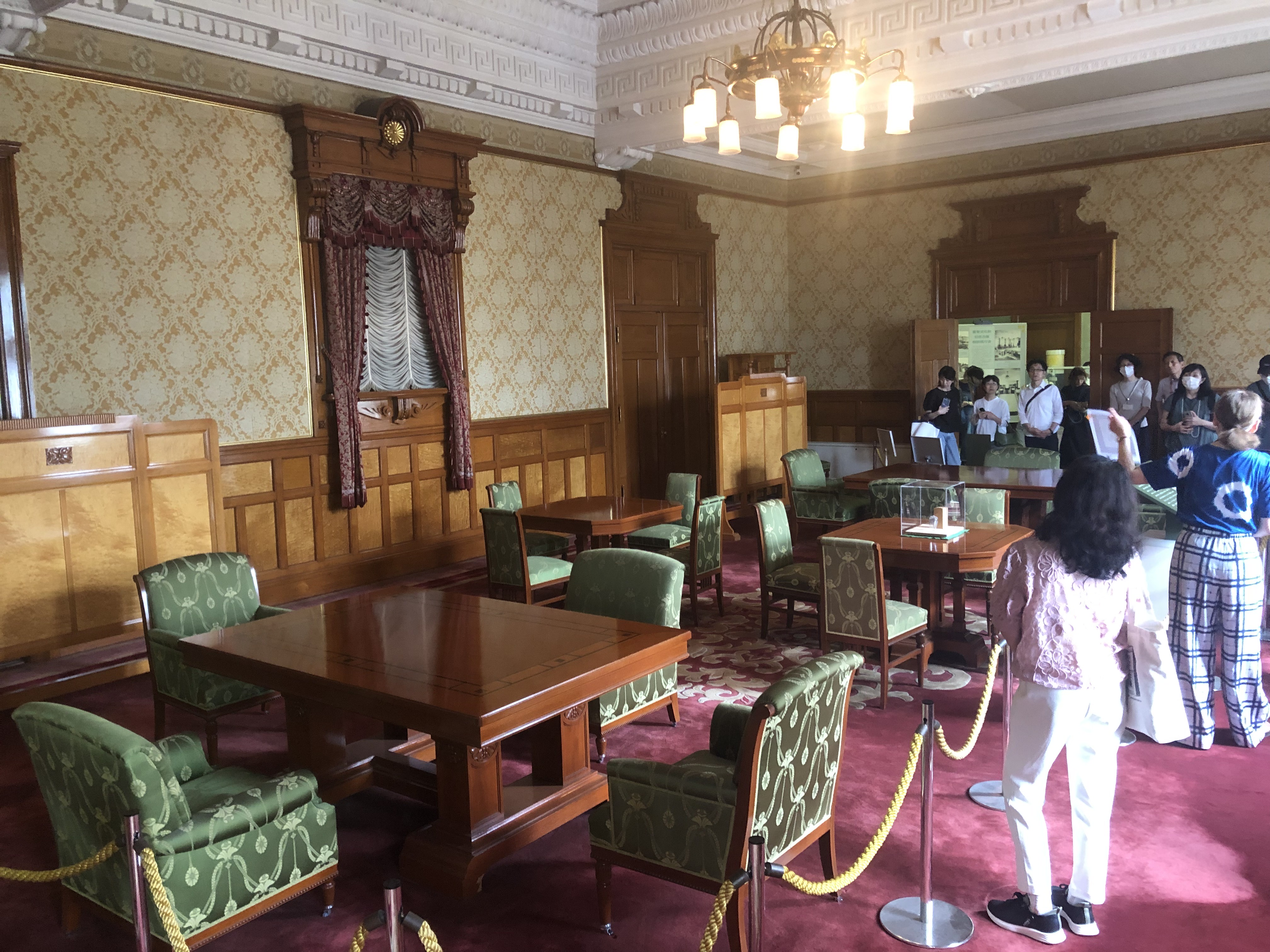
復原会議室（重要文化財）
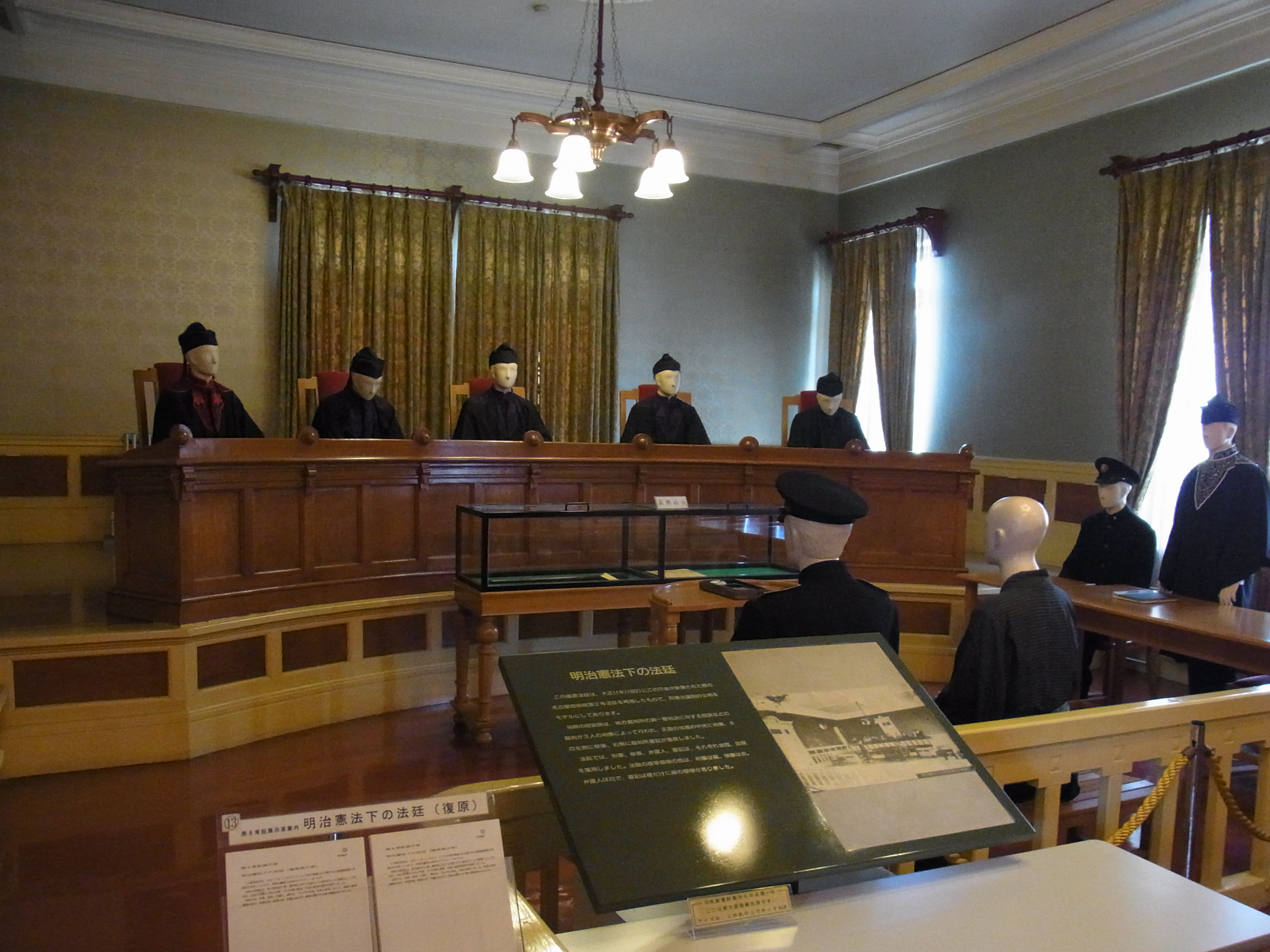
明治憲法下の法廷を復元した部屋
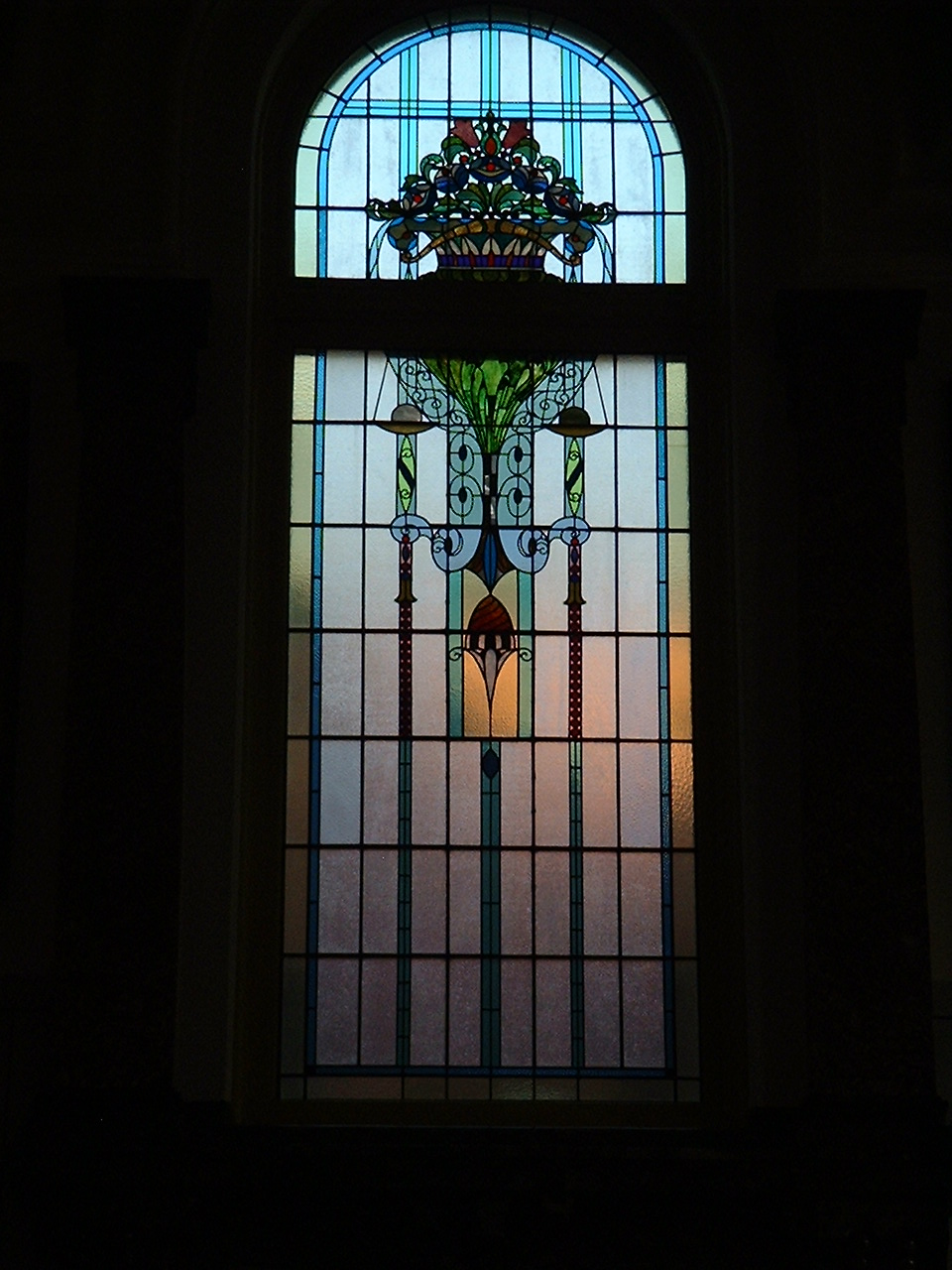
中央階段室のステンドグラス　元裁判所だったことから、公正な裁判を象徴する天秤をモチーフにしている。
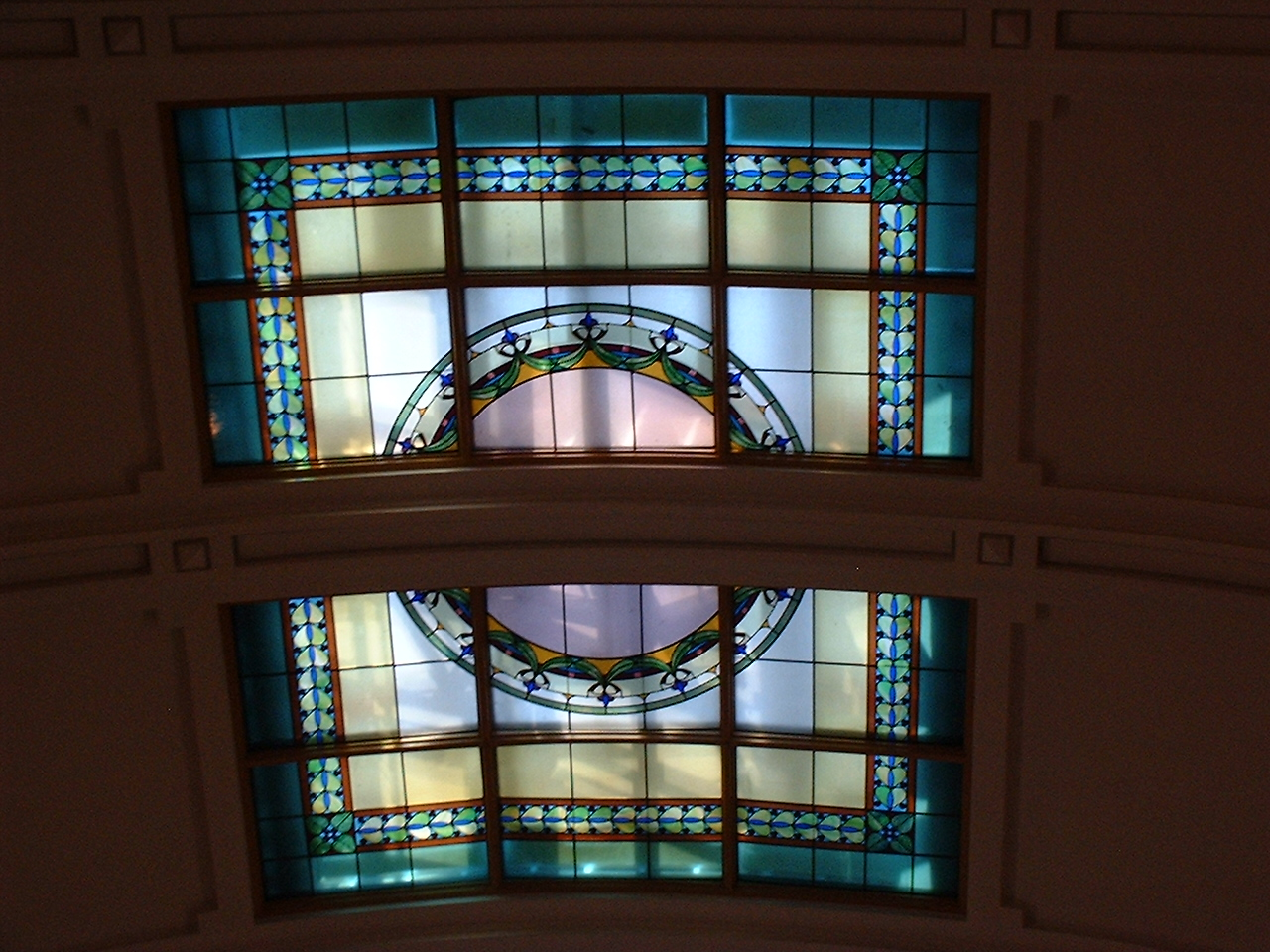
中央階段室天井のステンドグラス
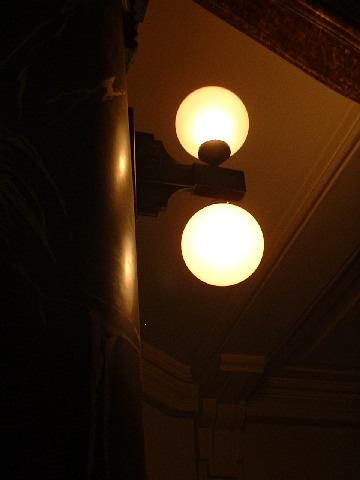
中央階段室　マーブル塗りの柱
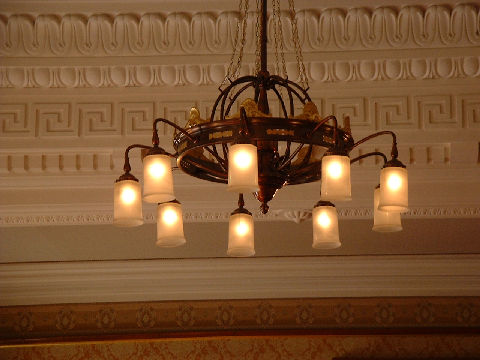
復原会議室のシャンデリア

## 交通アクセス
- 名古屋市営地下鉄名城線「名古屋城駅」下車、東へ徒歩で約8分[2]。
- 名鉄瀬戸線「東大手駅」下車、南へ徒歩で約5分[2]。
- 基幹バス（市バス・名鉄バス）
  - 「清水口」下車、南西へ徒歩で約8分[2]。
  - 「市役所」下車、東へ徒歩で約8分[2]。
- 市バス
  - 「市政資料館南」停留所下車、北へ徒歩で約5分[2]。
- メーグル（なごや観光ルートバス）
  - 「市政資料館南」停留所下車、北へ徒歩で約5分[2]。

## 駐車場
駐車場スペースは少なく、満車になることが多いため要注意。満車の場合、近くのコインパーキングを利用することになる。